# Ribautia rossi
Ribautia rossi är en mångfotingart som beskrevs av Chamberlin R. 1957. Ribautia rossi ingår i släktet Ribautia och familjen storjordkrypare.
Artens utbredningsområde är Ecuador. Inga underarter finns listade i Catalogue of Life.